# 만경초등학교
만경초등학교는 대한민국 전북특별자치도 김제시 만경읍 만경리에 있는 공립 초등학교이다.

## 학교 연혁
- 1905년 8월 25일 사립 만경영창학교 설립
- 1909년 4월 3일 만경사립보통학교로 개편
- 1911년 9월 11일 만경공립보통학교(4년제) 개교설립인가 6월 30일
- 1920년 4월 5일 6년제 6학급 개편
- 1938년 4월 1일 만경공립심상소학교로 개칭[1]
- 1941년 4월 1일 만경공립국민학교로 개칭[2]
- 1981년 3월 9일 병설유치원 설치
- 1996년 3월 1일 만경초등학교로 개칭[3]
- 1999년 3월 1일 장흥분교장 통폐합
- 2016년 3월1일 제22대 진창섭 교장
- 2020년 2월 7일 제109회 졸업식(졸업생 13명, 총 11,666명)
- 2020년 3월 1일 제23대 배락균 교장 부임

## 학교 상징
- 우리 학교 꽃 - 개나리 : 꿋꿋함과 단결된 힘을 상징
- 우리 학교 나무 - 느티나무 : 씩씩한 기백과 의젓한 자태를 상징
- 우리 학교 새 - 까치 : 친절하고 봉사 정신이 투철함을 상징

## 참고 자료
- 만경초등학교 - 한국교육학술정보원 학교알리미